# Reação de adição de halogênio
Uma reação de adição de halogênio é uma reação orgânica simples onde uma molécula de halogênio é adicionada a uma ligação dupla carbono-carbono de um grupo funcional alqueno . 
A equação química geral da reação de adição de halogênio é:
C=C + X2 → X−C−C−X
X representa os halogênios bromo ou cloro, e neste caso, um solvente poderia ser CH2Cl2 ou CCl4). O produto é um dialeto vicinal.
Este tipo de reação é uma halogenação e uma adição eletrofílica.